# Janis Tan
Janis Tan (* um 1980) ist eine US-amerikanische Badmintonspielerin. 

## Karriere
Janis Tan wurde 2000 erstmals nationaler Meister in den Vereinigten Staaten. Weitere Titelgewinne folgten 2001 und 2002. 2001 nahm sie an den Badminton-Weltmeisterschaften teil. 2001 und 2002 siegte sie bei den Boston Open.

## Sportliche Erfolge
| Saison | Veranstaltung              | Disziplin   | Platz | Name                      |
| ------ | -------------------------- | ----------- | ----- | ------------------------- |
| 2000   | USA: Einzelmeisterschaften | Damendoppel | 1     | Janis Tan / Elie Wu       |
| 2001   | Weltmeisterschaft          | Damendoppel | 33    | Janis Tan / Elie Wu       |
| 2001   | USA: Einzelmeisterschaften | Mixed       | 1     | Trisna Gunadi / Janis Tan |
| 2001   | Boston Open                | Damendoppel | 1     | Janis Tan / Elie Wu       |
| 2002   | USA: Einzelmeisterschaften | Damendoppel | 1     | Janis Tan / Elie Wu       |
| 2002   | Boston Open                | Damendoppel | 1     | Janis Tan / Elie Wu       |